# عنکبوت‌های گرگی‌نما
عنکبوت‌های گرگی‌نما (نام علمی: Zorocratidae) نام یک تیره از شاخه بندپایان است.